# Deena Deardurff
Deena Diane Deardurff, née le 8 mai 1957 à Cincinnati, est une nageuse américaine.

## Biographie
Deena Deardurff remporte la médaille d'or sur 100 mètres papillon aux Jeux panaméricains de 1971 à Cali.
Aux Jeux olympiques d'été de 1972 à Munich, elle est sacrée championne olympique sur le relais 4 × 100 mètres quatre nages et termine quatrième du 100 mètres papillon. Elle obtient ensuite une médaille d'argent sur 4 × 100 mètres quatre nages aux championnats du monde 1973 à Belgrade.